# Silas Kiplagat
Silas Kiplagat (* 20. August 1989 im Marakwet District) ist ein kenianischer Mittelstreckenläufer, der sich auf den 1500-Meter-Lauf spezialisiert hat.

## Leben
Kiplagat wurde als drittes von sechs Kindern im Dorf Siboh in der Division Tot des Marakwet Districts geboren. Während seiner Schulzeit, die er 2007 an der Chebara High School abschloss, war er ein begeisterter Fußballspieler. Nach den Unruhen in Kenia 2007/2008 begann er mit dem Laufsport. Dabei wurde er von seinem Freund und Nachbarn Sammy Kirop Kitwara unterstützt. Dessen Trainer Moses Kiptanui riet Kiplagat, der eigentlich Langstreckenläufer wie Kitwara werden wollte, sich auf die Mittelstrecken zu konzentrieren.
Bereits 2009 zeigte Kiplagat vielversprechende Ansätze. Bei einem 1500-Meter-Rennen in Eldoret schlug er unter anderem Olympiateilnehmer Nicholas Kemboi und den späteren Crosslauf-Weltmeister Joseph Ebuya. Nachdem er die Kenianischen Meisterschaften verletzungsbedingt verpasst hatte, wurde er im 10-Kilometer-Lauf im Rahmen der Tilburg Ten Miles in 28:00 min Zweiter. Kurz darauf unterstützte er als Tempomacher beim Rotterdam-Halbmarathon seinen Trainingspartner Kitwara, der das Rennen in 58:58 min gewann.
Das Jahr 2010 eröffnete Kiplagat mit Starts bei Crossläufen, um seine Ausdauergrundlage für die Mittelstreckensaison zu verbessern. Bei den Kenianischen Crosslauf-Meisterschaften im Februar belegte er den 17. Platz. Kurz darauf wurde er Zehnter bei den World’s Best 10K auf Puerto Rico. Im Juni lief er dann bei den Kenianischen Meisterschaften im 1500-Meter-Lauf auf den zweiten Platz hinter Olympiasieger Asbel Kiprop. Dort fiel er auch dem italienischen Manager Gianni Demadonna auf, der ihn in seinen Rennstall aufnahm. Sein erstes 1500-Meter-Rennen in Europa absolvierte Kiplagat daraufhin beim Herculis in Monaco, wo er die Fachwelt mit einer Weltjahresbestleistung von 3:29,27 min überraschte. Bei den Afrikameisterschaften in Nairobi kam er über dieselbe Distanz auf den vierten Rang. Kurz darauf siegte er beim ISTAF Berlin und bei den Commonwealth Games in Neu-Delhi.
Bei den Weltmeisterschaften 2011 in Daegu gewann er in 3:35,92 min die Silbermedaille hinter seinem Landsmann Asbel Kiprop. 2012 wurde er über 1500 Meter Sechster bei den Hallenweltmeisterschaften in Istanbul und Siebter bei den Olympischen Spielen in London, 2013 Sechster bei den Weltmeisterschaften in Moskau.
2014 gewann Kiplagat unter anderem die 1500-Meter-Rennen bei der Golden Gala in Rom und beim Glasgow Grand Prix. Beim Herculis in Monaco siegte er in 3:27,64 min und rückte dadurch auf den vierten Platz in der ewigen Weltbestenliste vor.
Silas Kiplagat ist 1,70 m groß und wiegt 57 kg.

## Bestleistungen
- 1500 m: 3:27,64 min, 18. Juli 2014, Monaco
  - Halle: 3:35,26 min, 14. Februar 2012, Liévin
- 1 Meile: 3:47,88 min, 31. Mai 2014 Eugene
  - Halle: 3:52,63 min, 11. Februar 2012, Fayetteville
- 3000 m: 7:39,94 min, 9. September 2010, Mailand
  - Halle: 7:41,02 min, 4. Februar 2012,	Boston
- 10-km-Straßenlauf: 28:00 min, 6. September 2009, Tilburg